# Похідний фінансовий інструмент
Похідни́й фіна́нсовий інструме́нт, похідний цінний папір, дериватив (англ. derivative) — фінансовий контракт, або фінансовий інструмент, цінність якого походить з ціни чогось іншого (основи). Основою такого фінансового інструменту можуть бути активи (наприклад, сировинні матеріали, акції, житлові застави, нерухоме майно, облігації, позики), індекси (наприклад, відсоткові ставки, валютні курси, фондові індекси, індекси споживчих цін), або інші (такі як погодні умови). Кредитні похідні фінансові інструменти походять від позик, облігацій чи інших форм кредитування.
Основними видами похідних фінансових інструментів є форвардні та ф'ючерсні контракти, опціони та свопи.

## Загальні положення

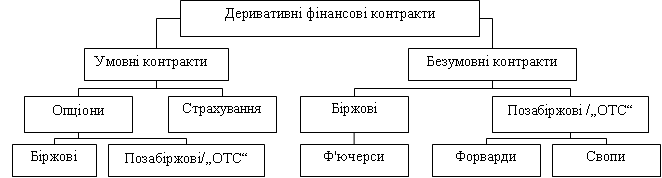
Види похідних фінансових інструментів

Вимоги або зобов'язання в рамках умовних фінансових контрактів залежить від умов угоди. Реалізація фінансового контракту опціонного типу залежить від рішення одного з контрагентів контракту. Наприклад, покупець опціону «колл лонг» американського типу має право купити певні цінні папери (надалі — ЦП) за певною ціною до певної дати. Якщо ціна, зазначена в контракті протягом усього строку дії контракту є вищою за ринкову, тоді власник такого опціону просто не використовує його — опціон пропадає. Окрім опціонів американського типу існують опціони європейського та бермудського типу. Така класифікація здійснена за критерієм часового виконання опціону. В основному, опціони поділяють на «прості» — з простою структурою, та екзотичні — зі складною. Іншим типом умовних фінансових контрактів є страхування. Вимоги страхувальника до страховика залежать від того, чи вступила умова виплати страховки, наприклад, дефолт якогось боржника. В цю категорію можна також віднести кредитні дефолтні свопи та інші кредитні деривативи, хоча свопи трактуються в основному як безумовні контракти.
Вимоги або зобов'язання в рамках безумовних фінансових контрактів передбачають обов'язкову поставку та оплату певної кількості базових активів за встановленою ціною на якийсь майбутній термін. Якщо таким безумовним контрактом торгують на біржі, тоді він називається ф'ючерсом на відміну від форварда, який є результатом індивідуальних домовленостей. Позабіржові фінансові контракти відомі також під назвою «Over-the-counter» (OTC) (англ. — через прилавок). Опціонами також можуть бути біржовими або позабіржовими. В разі здійснення трансакції через біржу існує впевненість щодо його виконання контракту навіть у випадку дефолту контрагента, оскільки останній ризик бере на себе кліринговий відділ біржі (англ.: «Clearing House»).
На окрему згадку заслуговують свопи (від англ. swap — обмін), які тут визначаються як безумовні позабіржові контракти, що передбачають обмін активами та / або платежами, пов'язаними з цими активами. Обмінювати можна широкий спектр різних активів — кредити, валюту, відсоткову ставку, цінні папери, корзину активів, опціони, індекси та навіть борги держав. Наприклад, японська фірма потребує кредит в розмірі 1 млн євро, а взамін може надати кредит в еквівалентній вартості в єнах, оскільки останній вона може отримати на пільгових умовах від японського банку. Грецька ж фірма знаходиться в протилежній ситуації — їй потрібний кредит в єнах, а вона може запропонувати кредит в євро на пільгових умовах. Від свопу виграють обидві фірми — вони отримують потрібний їм кредит на пільговій умові, уникаючи при цьому валютних ризиків.

## Джерело
- Олексій Хаб'юк. Банківське регулювання та нагляд через призму рекомендацій Базельського комітету: Монографія. — Івано-Франківськ: ОІППО; Снятин: ПрутПринт, 2008. — 260с., С. 85-86
- Силантьєв С. О. Менеджмент похідних фінансових інструментів: Навчальний посібник. — К. : КНЕУ, 2010. — 279 с. ISBN 978-966-483-296-7
- Силантьєв С. О. Похідні фінансові інструменти: теоретичні та прикладні аспекти: монографія / С. О. Силантьєв. — К. : КНЕУ, 2012. — 310 с. ISBN 978—966–483–687–3
- Силантьєв С. О. Міжнародна практика використання похідних фінансових інструментів: монографія / С. О. Силантьєв. — Київ: КНЕУ, 2017. — 399 с. ISBN 978-966-926-167-0